# Lessebo köping
Denna artikel handlar om den tidigare kommunen Lessebo köping. För orten se Lessebo. För kommunen, se Lessebo kommun.
Lessebo köping var en tidigare kommun i Kronobergs län.

## Administrativ historik
Den 1 januari 1939 bildades Lessebo köping genom utbrytningar ur landskommunerna Herråkra (omfattande en areal av 0,04 kvadratkilometer, varav allt land), Hovmantorp (omfattande en areal av 47,60 kvadratkilometer, varav 41,70 land) och Ljuder (omfattande en areal av 0,86 kvadratkilometer, varav allt land). 1971 ombildades köpingen till Lessebo kommun.
Köpingens församling var inledningsvis Hovmantorps församling innan Lessebo församling bildades 1961 genom en utbrytning ur Hovmantorps församling.

## Köpingvapen
Blasonering: I rött fält en bikupa och däröver en krona, allt av guld.
Vapnet fastställdes 1960.

## Geografi
Lessebo köping omfattade den 1 januari 1952 en areal av 48,50 km², varav 42,60 km² land.

### Tätorter i köpingen 1960
I Lessebo köping fanns tätorten Lessebo, som hade 2 509 invånare den 1 november 1960. Tätortsgraden i köpingen var då 92,2 procent.

## Politik

### Mandatfördelning i Lessebo köping 1938–1966
| 4 | 12 | 2 | 2 |

| 17 | 3 |

| 4 | 19 | 2 |

| 21 | 4 |

| 6 | 16 |  |  |  |

| 22 |

| 4 | 18 | 3 |

| 22 |

| 4 | 18 | 3 |

| 22 |

| 4 | 21 | 2 | 3 |

| 26 |

| 4 | 21 |  | 2 | 2 |

| 26 |

| 5 | 18 | 2 | 3 | 2 |

| 27 |